# 성주 사드 기지
성주 사드기지는 경상북도 성주군에 위치한 주한미군의 THAAD 기지이다. 원래 이곳엔 롯데스카이힐성주CC 골프장이 있었으며, 성주군에 THAAD 기지를 배치하기로 한 후 성주읍 뒷산에 사드 기지가 들어서는 것에 대한 반발이 거세지자, 2016년 8월 이곳으로 사드 부지를 변경할 것이 처음 제안되기 시작하였다. 대한민국 국방부는 남양주시에 위치한 국방부 소유 국유지와 성주골프장을 교환하는 계약을 롯데그룹과 맺은 뒤, 2017년 4월 이 기지를 주한미군기지로 공여하였다.

## 같이 보기
- 대한민국의 사드 배치 논란